# 1378

## Починали
- Бартоломео Булгарини, италиански художник
- 28 март – Григорий XI, римски папа